# Цілитель (серіал)
Цілитель або Хіллер (кор. 힐러) — південнокорейський екшн телесеріал що транслювався щопонеділка та щовівторка з 8 грудня 2014 по 10 лютого 2015 на телеканалі KBS2.

## Сюжет
В Сеулі працює нелегальний «нічний кур'єр» на прізвисько Хіллер, який виконує за гроші будь-які завдання крім вбивств. Одного разу він отримує завдання прослідкувати та дістати зразок ДНК молодої журналістки Че Йон Шин, яка працює в невеликій онлайн газеті. Виконав це завдання, Хіллер отримує нове, за всіляку ціну оберігати Йон Шин. Одного разу він дізнається що в дитинстві він її добре знав, та їх батьки в часи так званої п'ятої корейської республіки, коли в країні суворо контролювалися будь-які засоби масової інформації разом з друзями тримали нелегальну пересувну радіостанцію. Вони курсували вночі вулицями Сеула на критій вантажівці та транслювали у радіоефірі правдиві новини. Коли на початку 90-х друзям здавалося що тяжкі часи позаду, стається загадковий інцидент в якому гинуть двоє з п'яти друзів, а саме рідний батько Чі Ан та батько Чун Хо. Завдяки своєму досвіду Хіллер розуміє що інцидент був підлаштований та не міг статися без зради. Він вирішує за всіляку ціну дізнатися що насправді тоді сталося та покарати винних.

## Акторський склад

### Головні ролі
- Чі Чхан Ук — у ролі Со Чун Хо / Пак Бон Су[2]. Він молодий добре тренований хлопець, який разом зі своєю помічницею-хакером добуває різну інформацію та виконує інші завдання ховаючись під псевдонімом «Хіллер». Його єдина мрія заробити купу грошей та придбати собі острів, все змінюється коли він знайомиться з Йон Шин.
- Пак Мін Йон — у ролі Че Йон Шин / О Чі Ан[3]. Вона молода журналістка яка працює в онлайн-газеті сумнівної репутації. В ранньому дитинстві вона втратила рідних батьків, з дитбудинка її всиновив адвокат що спеціалізувався на реабілітації злочинців. Її головна мрія стати відомою журналісткою.
- Ю Чі Тхе — у ролі Кім Мун Хо[4]. Зірковий ведучий новин та молодший брат впливового голови агенції новин. Його головна мета дізнатися що сталося з двома загиблими друзями-репортерами з яких він брав приклад, та знайти загублену в ті ж часи доньку Мьон Хї.

### Другорядні ролі

#### П'ятірка друзів
- О Кван Рок[en] — у ролі Кі Йон Дже. Один з друзів репортерів, після інциденту стає першим «Хіллером» та береться тренувати Чун Хо.
- Пак Сан Вон — у ролі ролі Кім Мун Сіка. Він старший брат Мун Хо та успішний голова великої агенції новин. Після загибелі чоловіка Мьон Хї, робить все щоб одружитися з нею.
- До Чі Вон[en] — у ролі Чхве Мьон Хї. Вона рідна мати Чі Ан, яка під час інциденту стала інвалідом та загубила Чі Ан.
- Чі Іль Джу[en] — у ролі Со Чун Сока, батька Чун Хо та інженера підпільної радіостанції.
- О Чун Хьок[en] — у ролі О Гіль Кана, рідного батька Чі Ан та першого чоловіка Мьон Хї.

#### Інші
- Кім Мі Кьон[en] — у ролі Чо Мін Джі, хакера та головної помічниці «Хіллера».
- Пак Сан Мьон[en] — у ролі Че Чхі Су, прийомного батька Йон Шин.
- Пак Вон Сан[en] — у ролі Чан Бьон Се, головного редактора інтернет видання «Someday News».
- У Хї Джін[en] — у ролі Кан Мін Дже, першого кохання Мун Хо.
- Пак Сан Ук[en] — у ролі Пе Сан Су, голови конкуруючої з «Хіллером» детективної агенції.
- Чхве Чон Вон[en] — у ролі Пак Чон Дє, впливового голови злочинного світу.

## Рейтинги
- Найнижчі рейтинги позначені синім кольором, а найвищі — червоним кольором.

| Серія            | Прем'єра         | Рейтинг        | Рейтинг      | Рейтинг        | Рейтинг     |
| Серія            | Прем'єра         | TNmS Ratings   | TNmS Ratings | AGB Nielsen    | AGB Nielsen |
| Серія            | Прем'єра         | По всій країні | Сеул         | По Всій країні | Сеул        |
| ---------------- | ---------------- | -------------- | ------------ | -------------- | ----------- |
| 1                | 8 грудня 2014    | 6,9 %          | 7,5 %        | 7,8 %          | 8,3 %       |
| 2                | 9 грудня 2014    | 7,6 %          | 8,8 %        | 7,9 %          | 8,4 %       |
| 3                | 15 грудня 2014   | 5,7 %          | 6,3 %        | 7,2 %          | 7,6 %       |
| 4                | 16 грудня 2014   | 5,9 %          | 6,4 %        | 7,4 %          | 8 %         |
| 5                | 22 грудня 2014   | 7 %            | 7,4 %        | 8,8 %          | 9,8 %       |
| 6                | 23 грудня 2014   | 7,1 %          | 7,6 %        | 7,7 %          | 8 %         |
| 7                | 29 грудня 2014   | 6,9 %          | 7,8 %        | 7,8 %          | 8,9 %       |
| 8                | 30 грудня 2014   | 8,4 %          | 9,4 %        | 8,6 %          | 9,2 %       |
| 9                | 5 січня 2015     | 7,6 %          | 7,8 %        | 8,2 %          | 8,9 %       |
| 10               | 6 січня 2015     | 8,2 %          | 9,5 %        | 9,2 %          | 10 %        |
| 11               | 12 січня 2015    | 7,4 %          | 8,8 %        | 9,4 %          | 10,8 %      |
| 12               | 13 січня 2015    | 8,7 %          | 10,1 %       | 9,1 %          | 9,8 %       |
| 13               | 19 січня 2015    | 9 %            | 9,7 %        | 10,3 %         | 11,3 %      |
| 14               | 20 січня 2015    | 9,4 %          | 10,6 %       | 9,7 %          | 10,4 %      |
| 15               | 26 січня 2015    | 7,7 %          | 8,2 %        | 8,7 %          | 9,2 %       |
| 16               | 27 січня 2015    | 8,5 %          | 9,6 %        | 8,9 %          | 9,2 %       |
| 17               | 2 лютого 2015    | 7,1 %          | 7,7 %        | 8,5 %          | 9,3 %       |
| 18               | 3 лютого 2015    | 7,3 %          | 8,4 %        | 9,1 %          | 9,6 %       |
| 19               | 9 лютого 2015    | 6,9 %          | 7,8 %        | 7,9 %          | 7,7 %       |
| 20               | 10 лютого 2015   | 8,1 %          | 8,6 %        | 9 %            | 9,1 %       |
| Середній рейтинг | Середній рейтинг | 7,6 %          | 8,4 %        | 8,6 %          | 9,2 %       |

## Нагороди
| Рік  | Нагорода                       | Категорія                                                 | Отримувач                 | Результат | Прим. |
| ---- | ------------------------------ | --------------------------------------------------------- | ------------------------- | --------- | ----- |
| 2014 | 28-ма Премія KBS драма         | Нагорода за майстерність (актор середньотривалої драми)   | Чі Чхан Ук                | Номінація | [ 7 ] |
| 2014 | 28-ма Премія KBS драма         | Нагорода за майстерність (актор середньотривалої драми)   | Ю Чі Тхе                  | Номінація | [ 7 ] |
| 2014 | 28-ма Премія KBS драма         | Нагорода за майстерність (акторка середньотривалої драми) | Пак Мін Йон               | Перемога  | [ 7 ] |
| 2014 | 28-ма Премія KBS драма         | Нагорода за популярність (актор)                          | Чі Чхан Ук                | Перемога  | [ 7 ] |
| 2014 | 28-ма Премія KBS драма         | Краща пара                                                | Чі Чхан Ук та Пак Мін Йон | Перемога  | [ 8 ] |
| 2015 | 4-та Премія «Зірок МААТР»      | Нагорода за майстерність (актор мінісеріалу)              | Чі Чхан Ук                | Номінація |       |
| 2015 | 4-та Премія «Зірок МААТР»      | Краща акторка другого плану                               | До Чі Вон                 | Номінація |       |
| 2016 | 4-та щорічна премія DramaFever | Краща пара                                                | Чі Чхан Ук та Пак Мін Йон | Перемога  | [ 9 ] |
| 2016 | 4-та щорічна премія DramaFever | Краща корейська мелодрама                                 | «Цілитель»                | Перемога  | [ 9 ] |